# Cristóbal de Lobera y Torres
Cristóbal de Lobera y Torres (Plasencia, ? - ib., 21 de octubre de 1632) fue un eclesiástico español, abad de Ampudia y de Lerma, obispo de Badajoz, Osma, Pamplona, Córdoba y Plasencia.
| Predecesor: Juan Beltrán de Guevara               | Obispo de Badajoz 1615 - 1618   | Sucesor: Pedro Fernández Zorrilla |
| Predecesor: Francisco de Sosa                     | Obispo de Osma 1618 - 1623      | Sucesor: Martín Manso de Zúñiga   |
| Predecesor: Francisco Hurtado de Mendoza y Ribera | Obispo de Pamplona 1623 - 1625  | Sucesor: José González Díez       |
| Predecesor: Diego de Mardones                     | Obispo de Córdoba 1625 - 1630   | Sucesor: Jerónimo Ruiz Camargo    |
| Predecesor: Francisco Hurtado de Mendoza y Ribera | Obispo de Plasencia 1630 - 1632 | Sucesor: Plácido Pacheco          |